# 탐바파니 국왕
탐바파니의 라자(싱할라어: තම්බපණ්ණි රජු)는 스리랑카 역사상 최초의 국가인 탐바파니 왕국의 국가원수이다.

## 목록
- 비자야 (기원전 543년 ~ 기원전 505년)
- 우파티사 (기원전 505년 ~ 기원전 504년)
- 판두바스데바 (기원전 504년 ~ 기원전 474년)
- 아바야 (기원전 474년 ~ 기원전 454년)
- 티사 (기원전 454년 ~ 기원전 437년)